# Confederação Brasileira de Desportos no Gelo
Die Confederação Brasileira de Desportos no Gelo (CBDG) (Brasilianischer Eissportverband) ist der nationale Eishockeyverband Brasiliens. 

## Geschichte
Der 1984 gegründete Verband gehört zu den assoziierten Mitgliedern der Internationalen Eishockey-Föderation IIHF und hat daher auf deren Vollversammlung kein Stimmrecht. Aktueller Präsident ist Eric Leme Walther Maleson. 
Der Verband kümmerte sich neben der Ausführung von Eishockeyaktivitäten auch um andere Wintersportarten wie Curling, Skeleton, Bobsport, Rennrodeln und Sledge-Eishockey.